# Hypsantyx lituratoria
Hypsantyx lituratoria is een insect dat behoort tot de familie van de gewone sluipwespen (Ichneumonidae). De wetenschappelijke naam werd gepubliceerd door Carl Linnaeus in 1761.